# Liste der Mitglieder der Assembleia Legislativa Provincial de Santa Catarina (1. Wahlperiode)
Die Liste gibt einen Überblick über die Mitglieder der Assembleia Legislativa der brasilianischen Provinz Santa Catarina in der ersten Wahlperiode von 1835 bis 1837. Sie wurde als Assembleia Legislativa Provincial bezeichnet.
| Nr. | Abgeordneter                         |
| --- | ------------------------------------ |
| 1   | Agostinho Alves Ramos                |
| 2   | Antônio Francisco da Costa           |
| 3   | Antônio Joaquim de Siqueira          |
| 4   | Francisco Luís do Livramento         |
| 5   | Francisco de Oliveira Camacho Júnior |
| 6   | Francisco Rodrigues Pereira          |
| 7   | Henrique Marques de Oliveira Lisboa  |
| 8   | Jerônimo Coelho                      |
| 9   | João Prestes Barreto da Fontoura     |
| 10  | José Francisco Coelho                |
| 11  | José Pereira da Costa                |
| 12  | José da Silva Mafra                  |
| 13  | Manuel Paranhos da Silva Veloso      |
| 14  | Mariano Antônio Correia Borges       |
| 15  | Miguel de Sousa Melo e Alvim         |
| 16  | Polidoro do Amaral e Silva           |
| 17  | Severo Amorim do Vale                |
| 18  | Tomás José da Costa                  |
| 19  | Tomás Silveira de Sousa              |
| 20  | Zeferino Antônio de Sousa            |

| Nr. | Einberufene Stellvertreter         |
| --- | ---------------------------------- |
| 21  | Anacleto José Pereira da Silva     |
| 22  | Antônio José Falcão da Frota       |
| 23  | Antônio Manuel do Souto            |
| 24  | Domingos José da Costa             |
| 25  | Estêvão Brocardo de Matos          |
| 26  | Francisco da Silva França          |
| 27  | João Antônio Terres                |
| 28  | João Francisco Cidade              |
| 29  | João Francisco de Sousa Coutinho   |
| 30  | João Luís do Livramento            |
| 31  | Joaquim Caetano da Silva           |
| 32  | José Silveira de Sousa             |
| 33  | Miguel Joaquim do Livramento       |
| 34  | Patrício Antônio Sepúlveda Ewerard |
| 35  | Silvério Cândido de Faria          |
| 36  | Tomé da Rocha Linhares             |